# منتخب أفغانستان للكريكت
منتخب أفغانستان للكريكت (بالبشتوية: د أفغانستان د کريکټ ملي لوبډله)‏ هو ممثل أفغانستان الرسمي في المنافسات الدولية في الكريكت.

## وصلات خارجية
- الموقع الرسمي